# Zřícení nadjezdu metra v Ciudad de México
Dne 3. května 2021 ve 22:25 SEČ se ve čtvrti Tláhuac pod projíždějícím vlakem zřítil nosník nadjezdu linky 12 metra v Ciudad de México. Poslední dva vagony vlaku spadly spolu s mostem na třídě Tláhuac poblíž stanice Olivos. Bylo potvrzeno 25 mrtvých – 21 lidí zemřelo na místě a čtyři další byli prohlášeni za mrtvé v nemocnicích. Jednalo se o nejsmrtelnější nehodu metra za posledních téměř 50 let.
Linka 12, otevřená v roce 2012, je nejnovější linkou v systému. Od svého otevření se linka potýkala s technickými a konstrukčními problémy, které vedly k částečné uzavírce v letech 2014 a 2015 ve vyvýšených úsecích, kde došlo k nehodě. Po zemětřesení v Pueble 2017 došlo k poškození rozpětí, které bylo během několika měsíců opraveno. O několik let později místní obyvatelé hlásili, že problémy stále přetrvávají.

## Pozadí

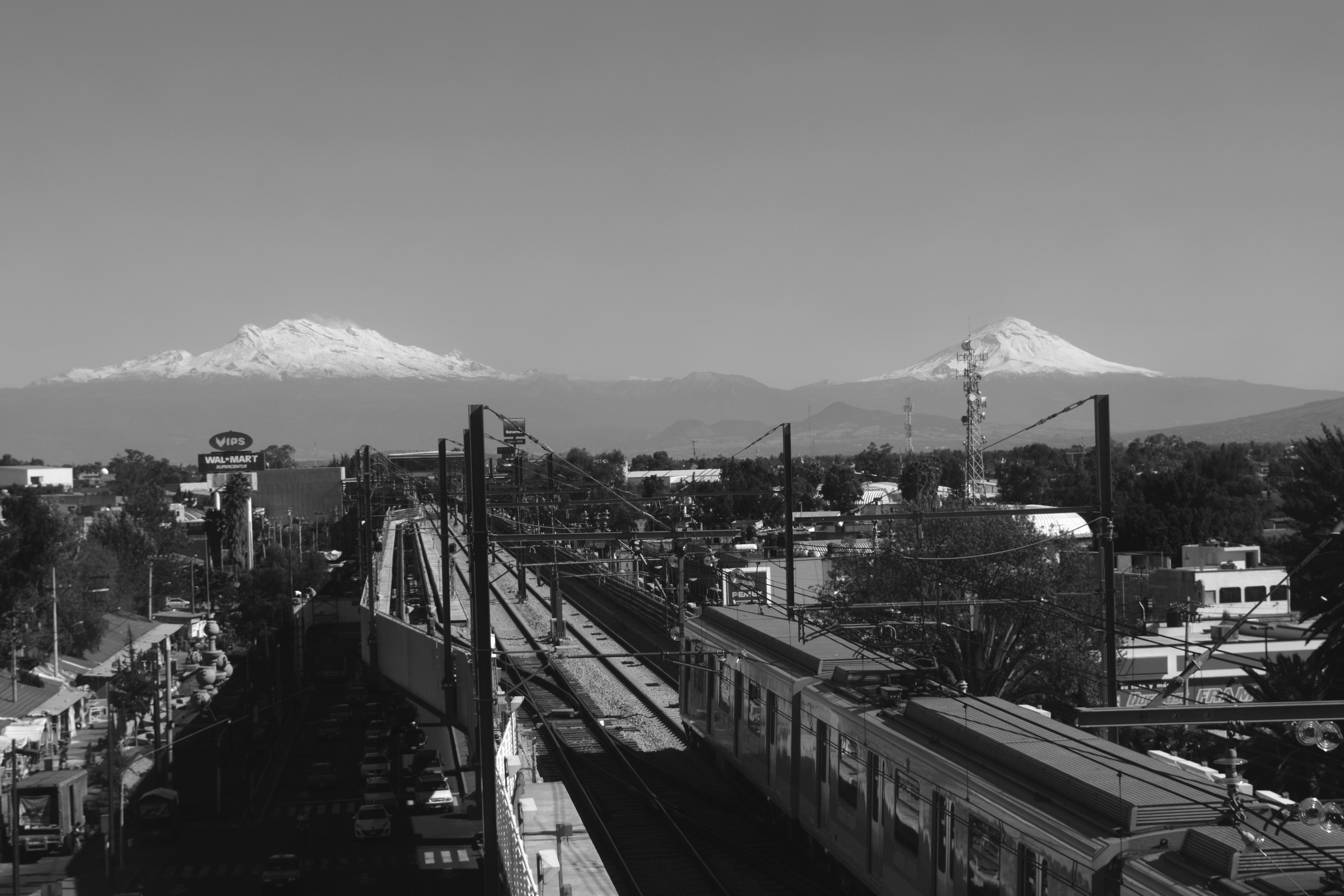
Viadukt Olivos-Tezonco v roce 2016. Nehoda se stala v blízkosti značek Vips a Walmart (zcela vlevo).

Nejnovější linku metra, linku 12, postavila společnost Grupo ICA ve spolupráci se společnostmi Alstom Mexicana a Grupo Carso. Od počátku provozu se však linka 12 potýkala s problémy s vlaky na vyvýšených úsecích, což si vynutilo snížení rychlosti kvůli obavám z vykolejení. O sedmnáct měsíců později byl úsek Atlalilco-Tláhuac, kde se nacházejí stanice Tezonco a Olivos, na dvacet měsíců uzavřen kvůli opravám technických a konstrukčních závad.

## Zřícení

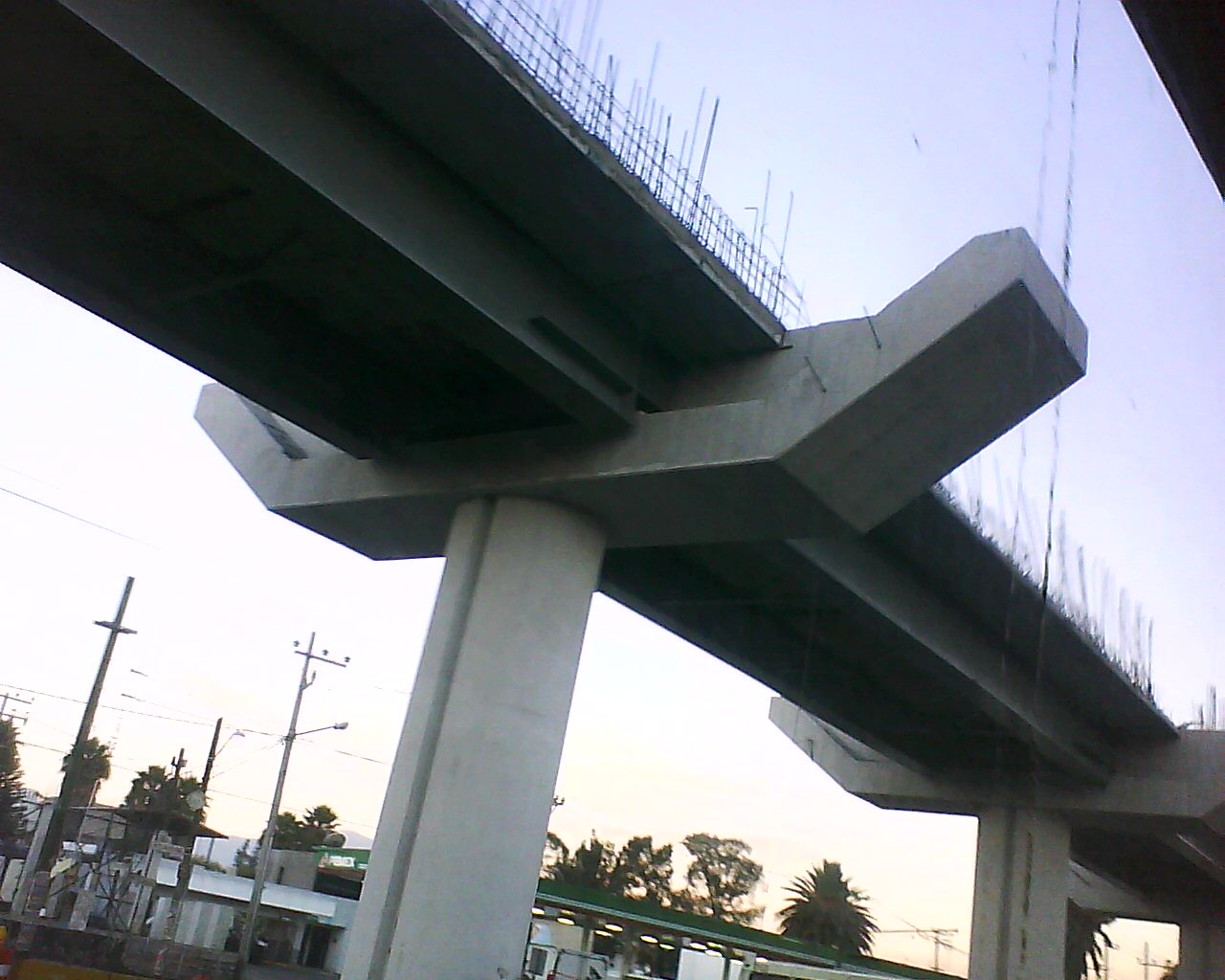
Betonové nosníky u stanice Olivos v roce 2010. Nehoda byla způsobena zřícením podobného nosníku.

Dne 3. května 2021 ve 22:25 místního času projížděl ve čtvrti Tláhuac vlak směřující na východ po vyvýšeném úseku trati mezi stanicemi Olivos a Tezonco. Přibližně 220 metrů před stanicí Olivos se úsek zřítil, když selhal nosník podpírající koleje, což způsobilo pád posledních dvou vagonů. Trosky spadly na automobil jedoucí po třídě Tláhuac a zabily řidiče a zranily jeho ženu. Nadjezd byl asi 5 metrů nad úrovní terénu, ale nacházel se nad betonovým středovým pásem, což minimalizovalo počet obětí mezi řidiči na silnici.
Dvacet pět lidí zemřelo a 70 dalších bylo zraněno; 65 obětí bylo hospitalizováno, z toho sedm ve vážném stavu. Mezi mrtvými byly i děti. Jednalo se o nejsmrtelnější nehodu metra od roku 1975, kdy při srážce dvou vlaků zahynulo 31 lidí.

## Záchranné práce

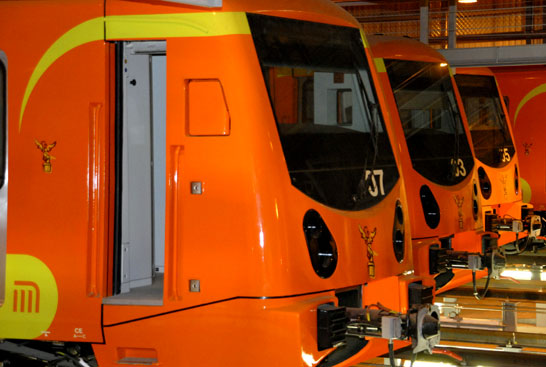
FE-10 č. 7 (vpředu), dotčený vlak.

Po zřícení se kolemjdoucí pustili do záchranných prací. Později se k nim připojily týmy první pomoci. Po několika hodinách byly záchranné manévry zastaveny, protože konstrukce byla nestabilní. Na místo byl vyslán jeřáb, který zvedal části vlaku, zatímco pátrací a záchranné týmy pracovaly na nalezení přeživších. První vagon byl odstraněn následující den v 9:20 CDT (15:20 UTC) a druhý před 14:00 CDT (21:00 UTC) téhož dne.

## Následky
Provoz na celé lince 12 byl pozastaven a nahrazen autobusy. STC varovala obyvatele, aby se oblasti vyhnuli.
Starostka Mexico City Claudia Sheinbaumová uvedla, že příčinu nehody bude vyšetřovat mezinárodní agentura. Trať zůstane uzavřena po dobu provádění stavebního průzkumu. Federální vláda vyhlásila třídenní státní smutek.
Generální tajemník mexického svazu pracovníků metra oznámil, že přibližně 8 000 pracovníků bude stávkovat kvůli nedostatečným pracovním podmínkám pro jejich bezpečnost.

### Protesty
Následující den protestující poničili několik stanic, rozbili skleněné přepážky na nástupištích a na stěny stanic napsali hesla jako „Nebyla to nehoda – byla to nedbalost“. Demonstranti pochodovali od stanice Periférico Oriente k místu nehody s transparenty s nápisy „Nebyla to nehoda, viníci mají jména a příjmení“ a „Korupce zabíjí a mrtví jsou vždy lidé“.